# Hermes (Francia)
Hermes è un comune francese di 2 565 abitanti situato nel dipartimento dell'Oise della regione dell'Alta Francia.

## Società

### Evoluzione demografica
Abitanti censiti